# Zehnacker
 Zehnacker (en alsacià Zännàckre) és un municipi francès, situat a la regió del Gran Est, al departament del Baix Rin. L'any 2004 tenia 216 habitants. Limita al nord amb Knoersheim, al sud-est amb Rangen i Hohengœft, al sud-oest amb Crastatt i a l'oest amb Jetterswiller.
Forma part del cantó de Saverne, del districte de Molsheim i de la Comunitat de comunes de la Mossig i del Vignoble.

## Demografia
| 1962 | 1968 | 1975 | 1982 | 1990 | 1999 |
| ---- | ---- | ---- | ---- | ---- | ---- |
| 155  | 166  | 159  | 150  | 128  | 170  |

## Administració
| Període | Identitat       | Partit |
| ------- | --------------- | ------ |
| 2005-   | Patrick Bastian |        |